# Louis-Alexandre de Cessart

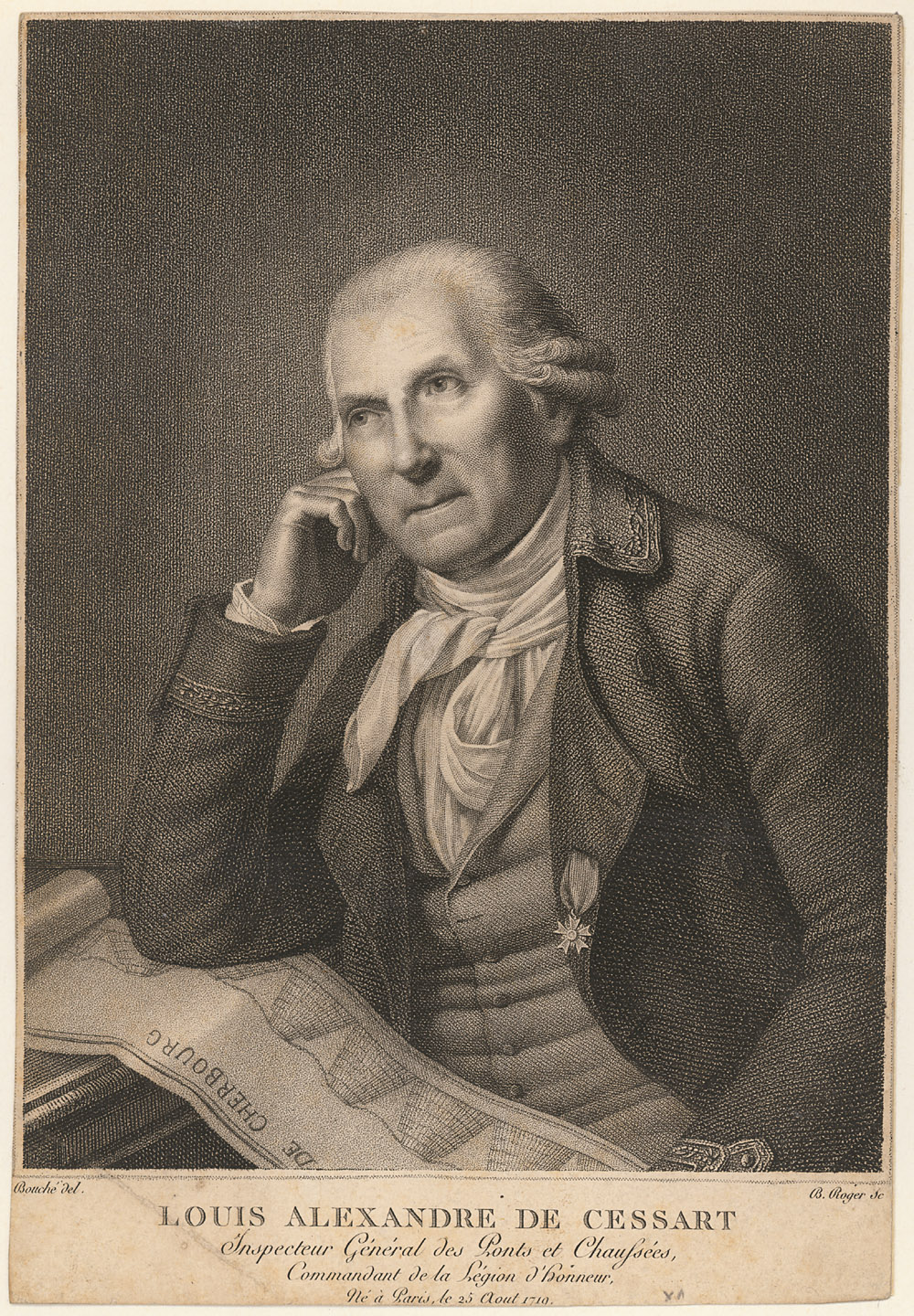
Louis-Alexandre de Cessart.

Louis-Alexandre de Cessart, född 25 augusti 1719 i Paris, död 12 april 1806 i Rouen, var en fransk ingenjör. 
Cessart blev 1751 generalitetsingenjör i Tours, uppgjorde 1781 planen till hamnbyggnaden i Cherbourg och utförde denna plan, trots alla svårigheter, på ett utmärkt sätt. Det storartade byggnadsföretaget beskrev han i det efter hans död utgivna arbetet Description des travaux hydrauliques de Cessart (1806-1809).